# 1432年
| 千纪： | 2千纪 |
| 世纪： | 14世纪 \| 15世纪 \| 16世纪                                                                                 |
| 年代： | 1400年代 \| 1410年代 \| 1420年代 \| 1430年代 \| 1440年代 \| 1450年代 \| 1460年代                           |
| 年份： | 1427年 \| 1428年 \| 1429年 \| 1430年 \| 1431年 \| 1432年 \| 1433年 \| 1434年 \| 1435年 \| 1436年 \| 1437年 |
| 纪年： | 壬子年（鼠年）；明宣德七年；越南順天五年；日本永享四年                                                     |

## 大事記
- 伊里亞什（Iliaș）繼承其父，成為摩爾達維亞王子。
- 阿尔巴尼亚爆發反對奥斯曼帝国的起事，而且起事蔓延到阿尔巴尼亚大部分地区。

## 出生
穆罕默德二世 （页面存档备份，存于）